# Departure
Departure — шестой студийный альбом американской группы Journey, был выпущен 23 марта 1980 года на звукозаписывающем лейбле Columbia Records.
Журнал Classic Rock охарактеризовал альбом так: «Нигде ещё сладкоголосый, разодетый в бархат и боа американский AOR не выглядел лучше, чем здесь.»

## Об альбоме
Диск стал наиболее популярным альбомом группы в чартах на тот момент, дав группе первое появление в первой десятке чарта Billboard. В «Departure» входит «Any Way You Want It» — ведущий трек альбома, вошедший в топ-25.
Звучание альбома стало более резким в сравнении с предыдущими записями, в основном благодаря стилю «live in studio» (живьём в студии), который использовался во всех треках. Группа записала в студии 19 треков, но в релизе их количество сократилось до 12.
«Departure» ознаменовал последнее появление Грега Роли вместе с Journey в студии. Он устал от напряжённой гастрольной жизни и решил покинуть группу после того, как помог найти нового клавишника, Джонатана Кейна, до того момента игравшего в «The Babys».

## Список композиций
1. «Any Way You Want It» — 3:21
2. «Walks Like a Lady» — 3:16
3. «Someday Soon» — 3:31
4. «People and Places» — 5:04
5. «Precious Time» — 4:49
6. «Where Were You» — 3:00
7. «I’m Cryin’» — 3:42
8. «Line of Fire» — 3:05
9. «Departure» — 0:37
10. «Good Morning Girl» — 1:44
11. «Stay Awhile» — 2:48
12. «Homemade Love» — 2:53
13. «Natural Thing» — 3:42 (*)
14. «Little Girl» — 5:47 (*)

— (*) Бонусные треки на переиздании 2006 года.

## Участники записи
- Стив Перри — вокал
- Нил Шон — гитара, совокал на треке 4, бэк-вокал
- Грегг Роули — клавишные, вокал на треке 3, бэк-вокал
- Росс Вэлори — бас-гитара, бэк-вокал
- Стив Смит — ударные и перкуссия

## Позиции в хит-парадах и сертификации
| Год  | Чарт              | Позиция |
| ---- | ----------------- | ------- |
| 1980 | The Billboard 200 | 8       |

| Чарт (1980)                        | Позиция |
| ---------------------------------- | ------- |
| США (Billboard Top Popular Albums) | 34      |